# 리아 핀센트
리아 핀센트(영어: Leah Pinsent, 1968년 9월 20일 ~ )는 캐나다의 배우이다. 배우 고든 핀센트와 차미언 킹의 딸로 토론토 출신이다.

## 영화
- 웻 붐 (2014년)
- 퍼스트 바이트 (2006년) - 로즈 역
- 러프 에어 (2001년)
- 그가 내게 한 거짓말 (1997년)
- 스필 (1996년)
- 미움이 끝날 때 (1990년)
- 마지막 챔프 (1989년)
- 남장 여인 (1988년)
- 죽음의 만우절 (1986년) - 낸 영 블러드 역
- 부둣가의 비밀 (1984년)